# Кузнецов, Михаил Павлович (тренер)
Михаил Павлович Кузнецов (род. 12 января 1955, Якейкино, Аликовский район, Чувашская АССР) — советский и российский тренер, мастер спорта СССР по лёгкой атлетике (1977), Заслуженный тренер СССР, заслуженный работник физической культуры Российской Федерации (1993).

## Биография

### Происхождение
Михаил Павлович — воспитанник Чебоксарской спортивной школы молодёжи. В 1979 году окончил Волгоградский государственный институт физической культуры.
С 1987 работает тренером-преподавателем в Новочебоксарской специализированной ДЮСШ олимпийского резерва № 3. Одновременно в 2005—2009 годах работал тренером-преподавателем Республиканской школы высшего спортивного мастерства им. А. В. Игнатьева.
Выезжал в качестве тренера команды России по лёгкой атлетике на летние Олимпийские игры 2012. 

### Тренерская деятельность
Воспитал более 20 высококвалифицированных спортсменов, в том числе чемпионку мира 1991 Алину Иванову, чемпионку летних Олимпийских игр 1992 Валентину Егорову, чемпионку Европы 2010 Юлию Зарипову, бронзового призёра  летних Олимпийских игр 2012 Татьяну Архипову (Петрову),  победительницу первенства Европы Ольгу Романову, серебряного призёра 27-й Всемирной летней Универсиады Алину Прокопьеву, Елену Наговицыну. Также некоторое время тренировал Ринаса Ахмадеева.

## Награды
- Заслуженный тренер СССР (1991).
- Заслуженный работник физической культуры и спорта Чувашской АССР[9].
- Заслуженный работник физической культуры Российской Федерации (1993)[10].
- Орден «За заслуги перед Чувашской Республикой».
- Орден Дружбы (2013)[11].